# Тарнавени
Тарнавени (рум. Târnăveni, мађ. Diciosânmartin) град је у Румунији. Он се налази у средишњем делу земље, у историјској покрајини Трансилванија. Тарнавени је други по важности град округа Муреш.
Тарнавени је према последњем попису из 2002. године имала 26.654 становника.

## Географија
Град Тарнавени налази се у средишњем делу историјске покрајине Трансилваније, око 100 km југоисточно до Клужа.
Тарнавени је смештен у котлини реке Трнаве, по којој је и добио име. Северно и јужно од града протежу се нижи Карпати, а западно се пружа бреговито подручје средишње Трансилваније.

## Становништво
У односу на попис из 2002, број становника на попису из 2011. се смањио.
| 1966.  | 1977.  | 1992.  | 2002.  | 2011.  |
| ------ | ------ | ------ | ------ | ------ |
| 20.349 | 26.073 | 30.520 | 26.654 | 22.075 |

Матични Румуни чине већину градског становништва Тарнавенија (72%), а од мањина присутни су Мађари (20%) и Роми (8%). Мађари су почетком 20. века чинли око 75% градског становништва. До средине 20. века у граду су били бројни и Јевреји и Немци.